# Wrostek (językoznawstwo)
Wrostek, śródrostek (rzad.), infiks (łac. infixus od in „w” i fixus „umocowany”) – każdy morfem umiejscowiony wewnątrz rdzenia wyrazu (podstawy słowotwórczej). 
Wrostki (infiksy) wraz z przedrostkami (prefiksami) i przyrostkami (sufiksami) są zrostkami (afiksami), czyli morfemami słowotwórczymi odpowiadającymi za tworzenie wyrazów pochodnych.

## Przykłady
- W języku praindoeuropejskim istniał wrostek -n- (z postaciami obocznymi -ne-, -no-). Jego ślady to na przykład:
  - w łacinie: frango 'łamię' (fregi 'złamałem'), vinco 'zwyciężam' (vici 'zwyciężyłem')
  - w sanskrycie: yunájmi 'łączę' (1. osoba liczby pojedynczej czasu teraźniejszego) z rdzenia yuj- (wrostek -na- oznacza czynność teraźniejszą w klasie VII czasowników[2]).
- W języku angielskim bloody, blooming i inne słowa nacechowane emocjonalnie[3] mogą być wstawiane jako wrostek, na przykład abso-bloomin'-lutely (z My Fair Lady).
- W języku fińskim cechą liczby mnogiej (oprócz mianownika) jest wrostek -i-: talossa 'w domu', taloissa 'w domach'[4].